# Lauren Taylor
Lauren Taylor est une actrice américaine née le 16 juin 1998 à Littleton (Colorado). Elle est connue notamment pour son rôle de Shelby Marcus dans la série Best Friends Whenever. En février 2017, la série est annulée après 2 saisons.

## Filmographie

### Télévision
- 2014 : Fairest of the Mall : Holly
- 2015 : Richie Rich : Harper Rich
- 2015  à 2016 : Best Friends Whenever : Shelby Marcus
- 2015 : Liv et Maddie : Shelby Marcus (saison 3 épisode 4)

### Film
- 2014 : Slit Mouth Women in LA : Claire